# TV SLO 1
TV SLO 1 (или TV Slovenija 1) е първи обществен телевизионен канал на Словения, притежаван от държавната Радио и телевизия на Словения. Стартира на 11 октомври 1958 г., като през 1990 г. заменя телевизия Любляна. Той е фокусиран върху новини, игрални филми, документални филми, токшоута, сериали, детски програми, различни развлекателни предавания и големи национални събития на живо.

## Логотипи
- 1993 – 1997 г.
- 1997 – 2002 г.
- 2002 – 2007 г.
- 2002 – 2005 г.
- 2007 – 2012 г. (HD)
- от 2012 г.